# Рокпин
Рокпи́н (фр. Roquepine) — коммуна во Франции, находится в регионе Юг — Пиренеи. Департамент — Жер. Входит в состав кантона Валанс-сюр-Баиз. Округ коммуны — Кондом.
Код INSEE коммуны — 32350.

## География

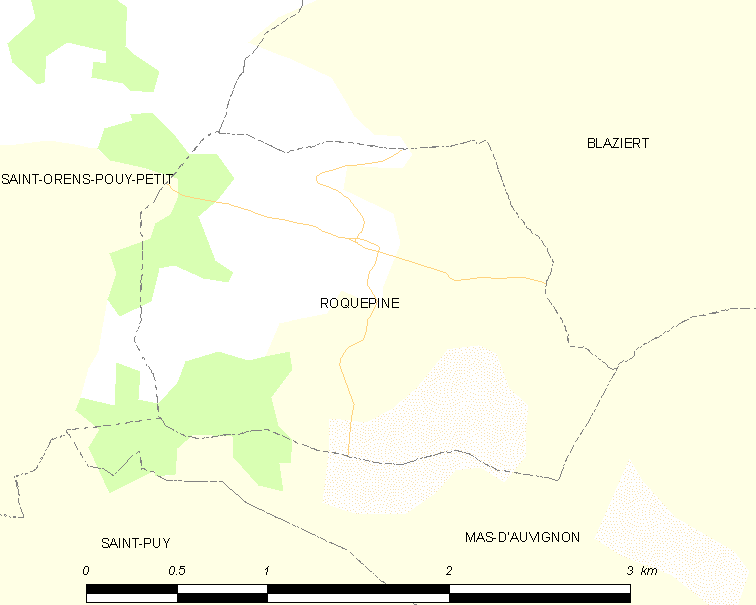
Карта коммуны

Коммуна расположена приблизительно в 570 км к югу от Парижа, в 90 км северо-западнее Тулузы, в 31 км к северу от Оша.
На северо-востоке коммуны протекает река Овиньон.

## Климат
Климат умеренно-океанический. Лето жаркое и немного дождливое, температура часто превышает 35 °С. Зимой часто бывает отрицательная температура и ночные заморозки. Годовое количество осадков — 700—900 мм.

## Население
Население коммуны на 2010 год составляло 61 человек.
| 1962 | 1968 | 1975 | 1982 | 1990 | 1999 | 2010 |
| ---- | ---- | ---- | ---- | ---- | ---- | ---- |
| 69   | 77   | 77   | 77   | 57   | 46   | 61   |

## Администрация
| Период | Период | Фамилия       | Партия | Примечания |
| ------ | ------ | ------------- | ------ | ---------- |
| 2001   | 2014   | Бернар Буррус |        |            |
| 2014   | 2020   | Тьерри Кола   |        |            |

## Экономика
В 2010 году среди 36 человек трудоспособного возраста (15-64 лет) 18 были экономически активными, 18 — неактивными (показатель активности — 50,0 %, в 1999 году было 66,7 %). Из 18 активных жителей работали 15 человек (6 мужчин и 9 женщин), безработных было 3 (2 мужчин и 1 женщина). Среди 18 неактивных 3 человека были учениками или студентами, 8 — пенсионерами, 7 были неактивными по другим причинам.